# Етельверд (король Східної Англії)
Етельверд (*Æthelweard, д/н —854) — король Східної Англії у 839—854 роках.

## Життєпис
Ймовірно був з династії Вуффінгів. Висловляюється думка, що Етельверд міг бути сином або небожем короля Етельстана. У 839 році став його співкоролем. Напевне в цей час Етельстан був хворим, не міг повноцінно виконувати обов'язки володаря.
Близько 845 року після смерті Етельстана стає одоосібним володарем. На цей час зумів позбавитися залежності від Вессексу. Також зробив усе, щоб не допустити підкорення Східної Англії королівством Мерсія. Більшість відомостей про Етельверда отриманно завдяки нумізматичним дослідженням (опис монет та місць їх розкопок). Загалом відомо 25 монет з ім'ям цього короля. З огляду на хроніки про сусідні королівства Етельверд стикнувся з нападами вікінгів, які значно почастішали, завдавши збитку портам та монастирям. Перебіг війни проти них в цей час нневідомий.
Помер у 854 році. Після цього владу успадкував його син Едмунд.